# Wayne Wang
Wayne Wang (En chino: 王穎);  
(12 de enero de 1949, Hong Kong) es un director de cine estadounidense de origen chino premiado por festivales tan importantes como el de Cannes y el de San Sebastián y conocido principalmente por películas como Smoke (1995) y Anywhere But Here (En cualquier lugar excepto aquí) (1999).

## Biografía
La familia de Wayne Wang era originaria de la China continental, aunque se desplazó a Hong Kong un par de años antes de su nacimiento. Recibió el nombre de Wayne debido a la admiración de su padre por el actor John Wayne. Cuando tenía 18 años, tras su titulación en la Wah Yan High School de Hong Kong, su familia emigró a los Estados Unidos, afincándose en San Francisco, donde sus padres querían que estudiase medicina.
Finalmente Wang se decantó por los estudios artísticos, más concretamente por el cine, formándose en este campo en el California College of the Arts and Crafts de Oakland. Su película de fin de proyecto (A Man, a Woman, and a Killer, en español “Un hombre, una mujer y un asesino”) se proyectó en los cines de EE. UU. en 1975.
Posteriormente regresó a su ciudad natal, trabajando para la Radio y Televisión de Hong Kong, donde entre otros trabajos dirigió la exitosa teleserie Below the Lion Rock (Debajo de Lion Rock). Mientras tanto, emprendía trabajos independientes y más personales, cámara en mano, pero que no cuajaron entre el público ni las televisiones, de modo que regresaría a California.
En 1982 rodó Chan is Missing (Chan ha desaparecido) con sólo 27.000 dólares, en blanco y negro y en 16 mm. La cinta fue visionada y recibió muy buenas críticas en diferentes festivales de culto cinematográfico y en los premios de vídeo de la Asociación de los Críticos de Cine de Los Ángeles esta película obtuvo el premio en la categoría de Cine Independiente/Experimental. Una de sus películas favoritas, Dim Sum – A Little Bit of Heart, fue premiada en el Festival de Cannes de 1984 y fue nominada para los premios de la Academia Británica del Cine como mejor película extranjera.
En 1987 dirigió su primera película comercial, Slam Dance, con las estrellas Tom Hulce, Mary Elizabeth Mastrantonio y Virginia Madsen, que fue seleccionada por el Festival Deauville. Durante el año 1989 rodó dos películas: Eat a Bowl of Tea (con su mujer, Cora Miao, en el papel protagonista) y la comedia independiente Life is Cheap.
En 1994 llevó a la pantalla Smoke, con guion de Paul Auster.
Aunque actualmente Wayne Wang vive principalmente del cine comercial, sigue siendo una persona con más interés por el cine de autor e independiente y, como él mismo ha confesado, no se siente especialmente a gusto en el mundo de Hollywood.

## Filmografía
- 2016. Mientras ellas duermen, basada en la obra del escritor español Javier Marías[2]
- 2014. Soul of a Banquet
- 2011. Snow Flower and the Secret Fan
- 2009. Chinatown Film Project[3]
- 2008. The Princess of Nebraska
- 2007. A Thousand Years of Good Prayers
- 2006. Last Holiday
- 2005. Because of Winn-Dixie
- 2002. Sucedió en Manhattan
- 2001. The Center of the World
- 1999. Anywhere But Here
- 1997. La caja china
- 1995. Blue in the Face
- 1995. Smoke,[4] codirigido junto a Paul Auster
- 1993. El club de la buena estrella
- 1991. Strangers (1991), tres cortometrajes eróticos dirigios junto a Joan Tewkesbury y Daniel Vigne
- 1989. Life Is Cheap... But Toilet Paper Is Expensive
- 1989. Eat a Bowl of Tea
- 1988. Dim Sum Take Out
- 1987. Slam Dance
- 1985. Dim Sum: A Little Bit of Heart
- 1982. Chan Is Missing
- 1975. A Man, a Woman, and a Killer

## Premios y distinciones
Festival Internacional de Cine de San Sebastián
| Año  | Categoría      | Película            | Resultado |
| ---- | -------------- | ------------------- | --------- |
| 2007 | Concha de Oro  | Mil años de oración | Ganador   |
| 2007 | Premio del CEC | Mil años de oración | Ganador   |
| 2007 | Premio SIGNIS  | Mil años de oración | Ganador   |